# Вука (река)
Вука је река у Славонији, Хрватска. Дугачка је 112 km. Извире на обронцима планине Крндије, код села Паучје, у близини Ђакова. Тече од запада према истоку и улива се у Дунав код Вуковара, тако да припада црноморском сливу. Површина речног слива износи 644 km². У долини реке Вуке, у 20. веку је извршена знатна мелиорација земљишта.
Вука се помиње у римско доба (Wolcea, Ulca), када је била повезана са великом мочваром Палачом (Paludes Ulcae) северно од насеља Вука и Ласлова. Током средњег века, на ширем подручју око слива реке Вуке створена је Вуковска жупанија, која је непосредно припадала Краљевини Угарској (није била у саставу Бановине Славоније), а постојала је све до турског освајања у првој половини 16. века.